# 金井嘉彦
金井 嘉彦（かない よしひこ、1959年 - ）は、日本の文学者。専門は、現代イギリス文学、現代アングロ・アイリッシュ文学。

## 略歴
長野県諏訪郡富士見町出身。長野県諏訪清陵高等学校を経て、東北大学大学院博士課程前期2年課程修了。1984年同大学文学部助手。1987年一橋大学法学部講師。1992年同大学助教授。2000年一橋大学大学院法学研究科教授。2022年同特任教授、一橋大学名誉教授。

## 著書

### 単著
- 『「ユリシーズ」の詩学』東信堂 2011年

### 共著
- 『小数ができない大学生』岡部恒治、戸瀬信之、西村和雄共著 東洋経済新報社 2000年
- 『ジョイスの罠』吉川信共著 言叢社 2016年
- 『ジョイスの迷宮』道木一弘共著 言叢社2016年